# Rosika Schwimmer
Rosika "Rózsa" Bédy-Schwimmer, född 11 september 1877 i Budapest i Ungern, död 3 augusti 1948 i New York i USA, var en ungersk pacifist och feminist. Hon var en internationellt välkänd aktivist inom kvinnorösträttsrörelsen och fredsrörelsen, och  nominerades för Nobels fredspris 1947.

## Biografi
Rosika Schwimmer var dotter till Max Schwimmer och Bertha Katscher och växte upp i en sekulär ungersk-judisk familj i Budapest. 
Efter grundskolan studerade Schwimmer musik och språk, men när familjen råkade in i ekonomiska svårigheter började hon arbeta som bokhållare 1895. Som ung kontorsanställd blev hon fackligt intresserad och bildade Ungerns första kvinnoorganisation ”Kvinnliga kontorsarbetares förbund” 1897 och Ungerns första fackförening för kvinnor ”Ungerska arbetarkvinnors förbund” 1903. 
Hon blev en förespråkare för Kvinnors rättigheter i Ungern före fyllda trettio år. Hon grundade kvinnoorganisationen Feministák Egyesülete tillsammans med Vilma Glücklich 1904. Hon arbetade för en modern äktenskapslagstiftning, barnbegränsning och förbud för barnarbete. 1911 gifte sig Rosika Schwimmer med journalisten Paul Bédy, men paret skiljde sig efter två år.

### Kvinnlig rösträtt
Den första internationella kvinnokongressen som Schwimmer deltog i var den Internationella rösträttsalliansen (IAW) som sammankallades av Susan B. Anthony och Carrie Chapman Catt i Berlin 1904: Second Conference of the International Woman Suffrage Alliance. Två år senare sammanträdde IAW i Köpenhamn där hon uppmärksammades som en spirituell och humoristisk talare. Åren därpå reste Schwimmer runt i Europa på föredragsturnéer och talade för allmän rösträtt och socialpolitik. År 1911 sammanträdde IAW i Stockholm och 1913 i Budapest.

### Fredsambassadör
Schwimmer var styrelseledamot i Ungerns fredsförening och den internationella kvinnoröstsrättsrörelsen International Woman Suffrage Alliance (IWSA). Som medlem i IWSA turnerade hon i Europa tillsammans med Carrie Chapman Catt. Hon var styrelseledamot i Ungerns fredsförening och, från 1913, inom den internationella kvinnoröstsrättsrörelsen International Woman Suffrage Alliance (IWSA). Som medlem i IWSA turnerade hon i Europa tillsammans med Carrie Chapman Catt. Under första världskriget var hon aktiv inom fredsrörelsen. 
1913 organiserade hon en internationell kvinnokongress i Budapest, Seventh Conference of the International Woman Suffrage Alliance och året därpå blev hon pressekreterare för IWSA och flyttade till London. När första världskriget bröt ut i slutet av juli kunde hon inte resa i Europa utan for till USA. Tillsammans med Catt träffade hon president Woodrow Wilson och utrikesminister William Jennings Bryan för att försöka övertyga dem om att sammankalla en neutral medlingskonferens. Men de fick inget gehör. Schwimmer träffade också Jane Addams, känd som ”mother of social work” och de startade Kvinnors Fredsparti. Hon blev organisationens internationella sekreterare.

### Haagkonferensen

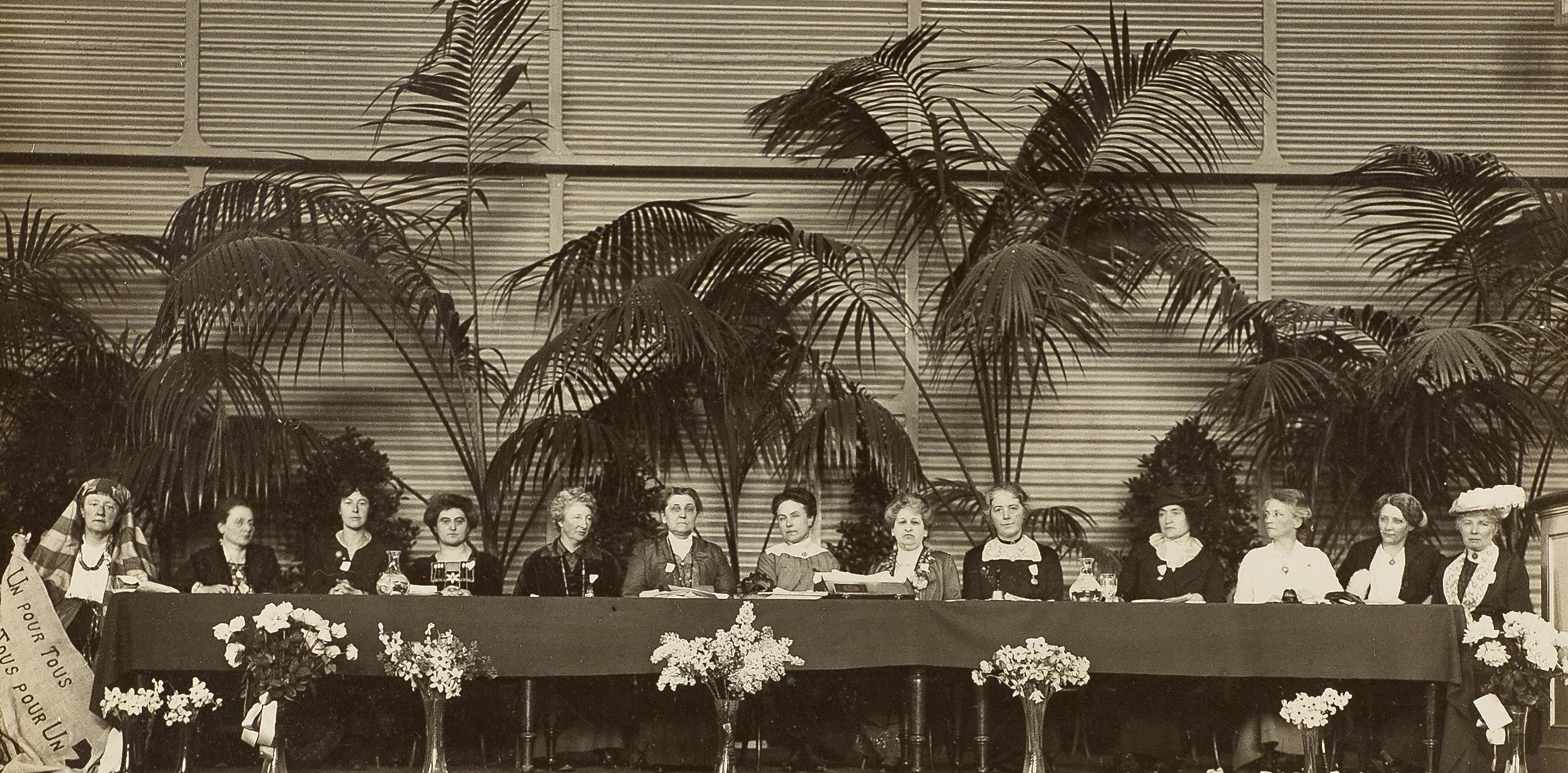
Haag konferensen 1915, från vänster:1. Lucy Thoumaian - Armenien, 2. Leopoldine Kulka – Österrike, 3. Laura Hughes - Kanada, 4. Rosika Schwimmer - Ungern, 5. Anita Augspurg - Tyskland, 6. Jane Addams - USA, 7. Eugenie Hanner, 8. Aletta Jacobs - Nederländerna, 9. Chrystal Macmillan - UK, 10. Rosa Genoni - Italien, 11. Anna Kleman - Sverige, 12. Thora Daugaard - Danmark, 13. Louise Keilhau – Norge

I början av första världskriget tog den holländska kvinnlig läkaren Aletta Jacobs initiativ till att kalla till ett internationellt möte för att få slut på det förödande och meningslösa kriget. En kommitté bjöd in både krigförande och neutrala länder. Schwimmer reste runt i Europa för att kalla till en ny Haag-konferens. Hon höll ett anförande i Stockholm med titeln Kvinnorna och kriget den 21 april 1915. Haagkonferensen ägde rum mellan den 28 april–10 maj 1915. Under konferensen föreslog Schwimmer att konferensen skulle utse flera grupper som skulle resa runt till neutrala och krigförande länder och föreslå en medlingskonferens på neutral mark.
| ”                                                      | Vi kvinnor av skilda nationer, klasser, partier och folk samlade till en internationell kongress, giva uttryck för vår varma medkänsla för lidandet hos alla dem, som tyngda av krigets börda arbeta och kämpa för sitt fosterland, oberoende av vilken nationalitet de tillhöra. Då intet av de krigförande länderna anser sig föra ett anfallskrig, utan alla fastmer anse sig kämpa för sin hotade nationella existens, uppfordrar den internationella kvinnokongressen alla de olika ländernas regeringar att göra slut på blodsutgjutelsen och inleda fredsunderhandlingar. | „ |
| – Förslag från Rosika Schwimmer, antogs 28 april 1915. | |   |

### Peace ship
När Europas ledare vägrade ställa upp på en medlingskonferens började Schimmer planera för en inofficiell och privatsponsrad konferens. Hon reste till USA och kontaktade industrimannen Henry Ford, som var känd som pacifist. I november accepterade han Schwimmers plan. Ford chartrade atlantångaren S/S Oscar II och bjöd in amerikanska pacifister för en fredsresa till Stockholm. Fartyget kallades Peace ship och lämnade New York den 4 december 1915. Amerikansk och engelsk press förlöjligade resan och fartyget beskrevs som Ship of Fools (Dårarnas fartyg). Vid ankomsten till Oslo den 10 december 1915 blev fartyget inte välkommet, Ford blev sjuk och reste hem på ett annat fartyg.

### Konferens i Stockholm
De ledande pacifisterna på Fredsskeppet gav inte upp utan reste till Stockholm för att arrangera The Neutral Conference for Continuous Mediation. Konferensen ägde rum på Grand Hotell och startade den 10 februari 1916 med delegater från USA, Norge, Danmark, Holland, Schweiz och Sverige. Schwimmer, med mandat från Ford, ledde konferensen och målet var att de neutrala länderna skulle erbjuda medling så att kriget kunde få ett fredligt slut. Den 18 maj publicerades ett manifest som uppmanade de krigförande parterna att delta i en fredskonferens.

### Deltagare i Stockholm (urval)

#### Från USA
- Charles A. Aked[8]
- Emily Greene Balch[8]
- William Bullitt
- Mary Fels[8]
- Alfred Will Kliefoth[8]
- Louis P. Lochner[8]
- Frederick Holford Holt[8]
- Florence Holbrook, Chicago
- Lola Lloyd
- Jerkin Lloyd Jones, Chicago
- Oswald Garrison Vikkard
- Paul Kellogg

#### Från Europa
- Rosika Schwimmer,[8] Budapest
- Ruth Randall Edström, Västerås
- Elin Wägner, Stockholm

### Schwimmer i Amerika
Efter kriget återvände Schwimmer till Ungern, där hon vid Ungerns självständighet 1918 gick med i Mihály Károlyi:s liberala regering. Hon utnämndes av Mihály Károlyi till världens första kvinnliga ambassadör med placering i Schweiz. 
Hon förlorade ämbetet vid Béla Kuns maktövertagande 1919, och tvingades lämna sin post och återvände till Ungern. Den ungerska rådsrepubliken blev kortlivad och när den föll den 6 augusti 1919 reste Schwimmer ut i Europa för att informera om den vita terrorn som härjade i Ungern. Hon flydde under Horthys styre till Österrike 1921. Samma år reste Schwimmer till USA och sökte amerikanskt medborgarskap. USA:s högsta domstol beviljade henne inte medborgarskap eftersom hon var pacifist och vägrade bära vapen. Myndigheterna misstänkte henne för att vara tysk spion och bolsjevik. Hon nominerades till Nobels fredspris 1946, men det delades inte ut 1947.
Hon levde som statslös person till sin död i New York den 3 augusti 1948.